# Єньо Вилчев
Єньо Димов Вилчев (болг. Еньо Димов Вълчев; нар. 4 січня 1936, Польський Градець, Старозагорська область — пом. 15 лютого 2014, Софія) — болгарський борець вільного стилю, чемпіон, дворазовий срібний та бронзовий призер чемпіонатів світу, дворазовий чемпіон та бронзовий призер чемпіонатів Європи, срібний призер Кубку світу, чемпіон, срібний та бронзовий призер Олімпійських ігор.

## Життєпис
Виступав за спортивні клуби ЦСКА Софія, «Мінор» Димитровград, «Левські-Спартак» Софія.
Єньо Вилчев створив борцівський клуб в Димитровграді і поклав початок там жіночій боротьбі. Спортсмени з СКТ «Димитровград» продовжують бути серед кращих у Болгарії.

## Вшанування
У 1962 році був визнаний спортсменом року в Болгарії.
У 1969 році Єньо Вилчев був оголошений почесним громадянином Димитровграда.
У 2005 році введений до Всесвітньої Зали слави Міжнародної федерації об'єднаних стилів боротьби.
З нагоди свого 70-річчя в 2006 році він отримав Почесний Знак Президента Республіки Болгарія «за видатний внесок у розвиток боротьби».
У 2015 році в Димитровграді встановили погруддя Єньо Вилчева.

## Спортивні результати на міжнародних змаганнях

### Виступи на Олімпіадах
| Змагання                    | Збірна   | Вагова категорія          | Місце  |
| --------------------------- | -------- | ------------------------- | ------ |
| Літні Олімпійські ігри 1960 | Болгарія | вільна боротьба, до 67 кг | Бронза |
| Літні Олімпійські ігри 1964 | Болгарія | вільна боротьба, до 70 кг | Золото |
| Літні Олімпійські ігри 1968 | Болгарія | вільна боротьба, до 70 кг | Срібло |

### Виступи на Чемпіонатах світу
| Змагання                        | Збірна   | Вагова категорія          | Місце  |
| ------------------------------- | -------- | ------------------------- | ------ |
| Чемпіонат світу з боротьби 1959 | Болгарія | вільна боротьба, до 67 кг | Срібло |
| Чемпіонат світу з боротьби 1962 | Болгарія | вільна боротьба, до 70 кг | Золото |
| Чемпіонат світу з боротьби 1963 | Болгарія | вільна боротьба, до 70 кг | 6      |
| Чемпіонат світу з боротьби 1965 | Болгарія | вільна боротьба, до 70 кг | 4      |
| Чемпіонат світу з боротьби 1966 | Болгарія | вільна боротьба, до 70 кг | 5      |
| Чемпіонат світу з боротьби 1967 | Болгарія | вільна боротьба, до 70 кг | Бронза |
| Чемпіонат світу з боротьби 1969 | Болгарія | вільна боротьба, до 68 кг | Срібло |

### Виступи на Чемпіонатах Європи
| Змагання                         | Збірна   | Вагова категорія          | Місце  |
| -------------------------------- | -------- | ------------------------- | ------ |
| Чемпіонат Європи з боротьби 1967 | Болгарія | вільна боротьба, до 70 кг | Бронза |
| Чемпіонат Європи з боротьби 1968 | Болгарія | вільна боротьба, до 70 кг | Золото |
| Чемпіонат Європи з боротьби 1969 | Болгарія | вільна боротьба, до 68 кг | Золото |

### Виступи на Кубках світу
| Змагання                    | Збірна   | Вагова категорія          | Місце  |
| --------------------------- | -------- | ------------------------- | ------ |
| Кубок світу з боротьби 1958 | Болгарія | вільна боротьба, до 57 кг | Срібло |